# لری هورتادو
لری هورتادو (انگلیسی: Larry Hurtado; ۲۹ دسامبر ۱۹۴۳ – ۲۵ نوامبر ۲۰۱۹) استاد دانشگاه، و متخصص الهیات اهل ایالات متحده آمریکا بود.